# Convention de Lisbonne
Pour les articles homonymes, voir Traité de Lisbonne (homonymie).
La Convention sur la reconnaissance des qualifications relatives à l'enseignement supérieur dans la région européenne (Convention de Lisbonne) est un traité international du Conseil de l'Europe et de l'UNESCO. Elle est datée du 11 avril 1997. Elle porte sur la reconnaissance des qualifications relatives à l'enseignement supérieur dans la région européenne. Elle est un des actes qui préparent le processus de Bologne.
Elle fait suite à un certain nombre d'autres conventions européennes : 
- Convention européenne relative à l'équivalence des diplômes donnant accès aux établissements universitaires (1953)
- Convention européenne sur l'équivalence des périodes d'études universitaires (1956)
- Convention européenne sur la reconnaissance académique des qualifications universitaires (1959)
- Protocole additionnel à la Convention européenne relative à l'équivalence des diplômes donnant accès aux établissements universitaires (1964)
- Convention européenne sur l'équivalence générale des périodes d'études universitaires (1990)